# All You're Meant to Be
All You're Meant to Be è l'album di debutto del gruppo alternative rock statunitense Boyce Avenue, pubblicato il 10 marzo 2009 dalla Universal Republic.

## Tracce
Testi e musiche di Alejandro Manzano.
1. Hear Me Now – 4:03
2. Dare To Believe – 3:38
3. On My Way – 3:52
4. All The While – 3:34
5. Change Your Mind – 3:37
6. Find Me – 4:39
7. Not Enough – 4:02
8. So Much Time – 4:49
9. Tonight – 4:04
10. Hear Me Now (piano acoustic) – 4:01